# سوم شلف (العدين)

تعديل مصدري - تعديل

سوم شلف محلة تابعة لقرية البَرحين، التابعة لعزلة شلف بمديرية العدين إحدى مديريات محافظة إب في الجمهورية اليمنية، بلغ تعداد سكانها 195 حسب تعداد اليمن لعام 2004.